# Ямскогорское сельское поселение
Ямскогорское сельское поселение или муниципальное образование «Ямскогорское» — упразднённое муниципальное образование со статусом сельского поселения в Шенкурском муниципальном районе Архангельской области России. Существовало с 2006 года по 2012 год.
Соответствует административно-территориальной единице в Шенкурском районе — Ямскогорскому сельсовету (с центром в деревне Одинцовская).
Административный центр — деревня Одинцовская.

## География
Ямскогорское сельское поселение находилось в центре Шенкурского района. Главные реки в поселении — Вага и Ледь. Граничило с Шеговарским сельским поселением.

## История
Муниципальное образование было образовано в 2006 году. Законом Архангельской области от 2 июля 2012 года № 523-32-ОЗ, преобразованы путём объединения муниципальные образования «Шеговарское» и «Ямскогорское» — в муниципальное образование «Шеговарское», с административным центром в селе Шеговары.

## Население
| 2010 | 2012 |
| ---- | ---- |
| 569  | ↘549 |

В Ямскогорском поселении на 1.01.2011 проживало 565 человек. В 2005 году в поселении  было 697 человек.

## Состав поселения
В состав сельского поселения входило 18 населённых пунктов:
- Букреевская
- Данковская
- Захаровская
- Зеленинская
- Князевская
- Корбала
- Красная Горка
- Красная Горка
- Кузелевская
- Леушинская
- Лихопуровская
- Марковская
- Нижнезолотилово
- Никифоровская
- Одинцовская
- Пенигеевская
- Степинская
- Федьковская

## Корбальский могильник
На левом берегу Ваги у деревни Корбала находится раскопанный О. В. Овсянниковым в 1977 году чудский Корбальский могильник, относящийся ко второй половине XI—XII векам.

### Карты
- Топографическая карта P-37-13_14.